# تيموثي براند
تيموثي براند (بالهولندية: Timothy Brand) هو لاعب هوكي الحقل هولندي، ولد في 11 نوفمبر 1998 في خاودا في هولندا.

## روابط خارجية
- تيموثي براند على موقع الاتحاد الدولي للهوكي (الإنجليزية)
- تيموثي براند على موقع اللجنة الأولمبية الدولية (الإنجليزية)
- تيموثي براند على موقع أوليمبيديا (الإنجليزية)
- تيموثي براند على موقع اللجنة الأولمبية الأسترالية (الإنجليزية)